# 신비아파트 스페셜: 철원의 숲속 퇴마사, 철궁이
《신비아파트 스페셜: 철원의 숲속 퇴마사, 철궁이》는 2021년 12월 23일에 투니버스에서 방영한 대한민국의 애니메이션으로, 신비아파트의 특별편이다.

## 등장인물
- 철궁이